# Hofit
Hofit est une localité communautaire du district centre en Israël.